# Pseudobagarius
Pseudobagarius is een geslacht van straalvinnige vissen uit de familie van de meervallen (Akysidae).

## Soorten
- Pseudobagarius alfredi (Ng & Kottelat, 1998)
- Pseudobagarius baramensis (Fowler, 1905)
- Pseudobagarius filifer (Ng & Rainboth, 2005)
- Pseudobagarius fuscus (Ng & Kottelat, 1996)
- Pseudobagarius hardmani (Ng & Sabaj Pérez, 2005)
- Pseudobagarius inermis (Ng & Kottelat, 2000)
- Pseudobagarius leucorhynchus (Fowler, 1934)
- Pseudobagarius macronemus (Bleeker, 1860)
- Pseudobagarius meridionalis (Ng & Siebert, 2004)
- Pseudobagarius nitidus (Ng & Rainboth, 2005)
- Pseudobagarius pseudobagarius (Roberts, 1989)
- Pseudobagarius similis (Ng & Kottelat, 1998)
- Pseudobagarius sinensis (He, 1981)
- Pseudobagarius subtilis (Ng & Kottelat, 1998)